# Hank Marvin
Hank Marvin, född som Brian Robson Rankin den 28 oktober 1941 i Newcastle upon Tyne, är en brittisk musiker som spelar gitarr i gruppen The Shadows. 
Marvin bor numera i Australien och brukar uppträda med sin son Ben och Brian Bennets son Warren på keyboard vid sina uppträdanden.
Shadows gjorde en Europaturné, "The final tour", 2005. I september 2009 turnerade gruppen med Cliff Richard i England med anledning av att det var femtio år sedan samarbetet började.